# あっぱれ!ニッポン国民遺産
『あっぱれ!ニッポン国民遺産』（あっぱれ ニッポンこくみんいさん）は、テレビ朝日系列で放送されていた九州朝日放送（KBCテレビ）製作のバラエティ番組。2012年から2015年まで、毎年1月に放送されていた。

## 概要
KBCテレビ平日朝のローカル番組『アサデス。KBC』が放送している人気企画「福岡県民遺産」の全国版的な扱いの特別番組である。
番組の収録は東京都内のスタジオで例年行われている。

## 出演者

### 司会
- 関根勤（2013年 - ）
- 山瀬まみ（2013年 - ）

### 2014年放送回のゲスト
- カンニング竹山
- 森泉
- 綾部祐二（ピース）

### 2015年放送回のゲスト
- 伊集院光
- 鈴木奈々
- 吉本実憂
- 澤部佑（ハライチ）
- 綾部祐二（ピース）